# طواف فائق

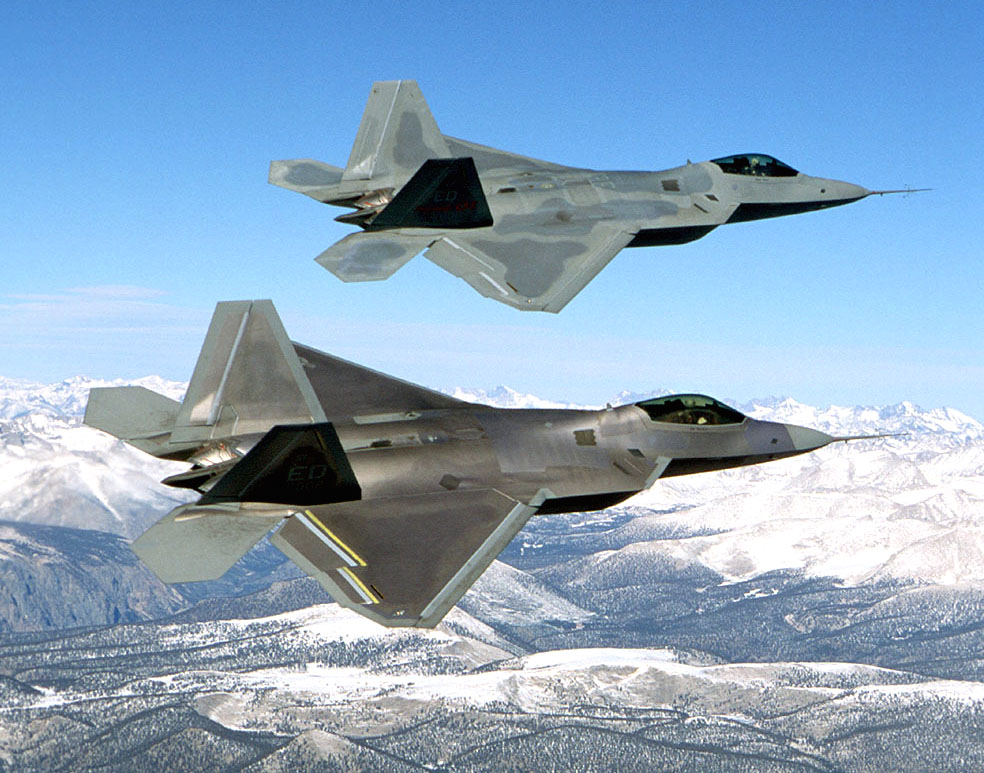
طائرتان من طراز لوكهيد مارتن إف - 22 رابتور أثناء طيران اختباري

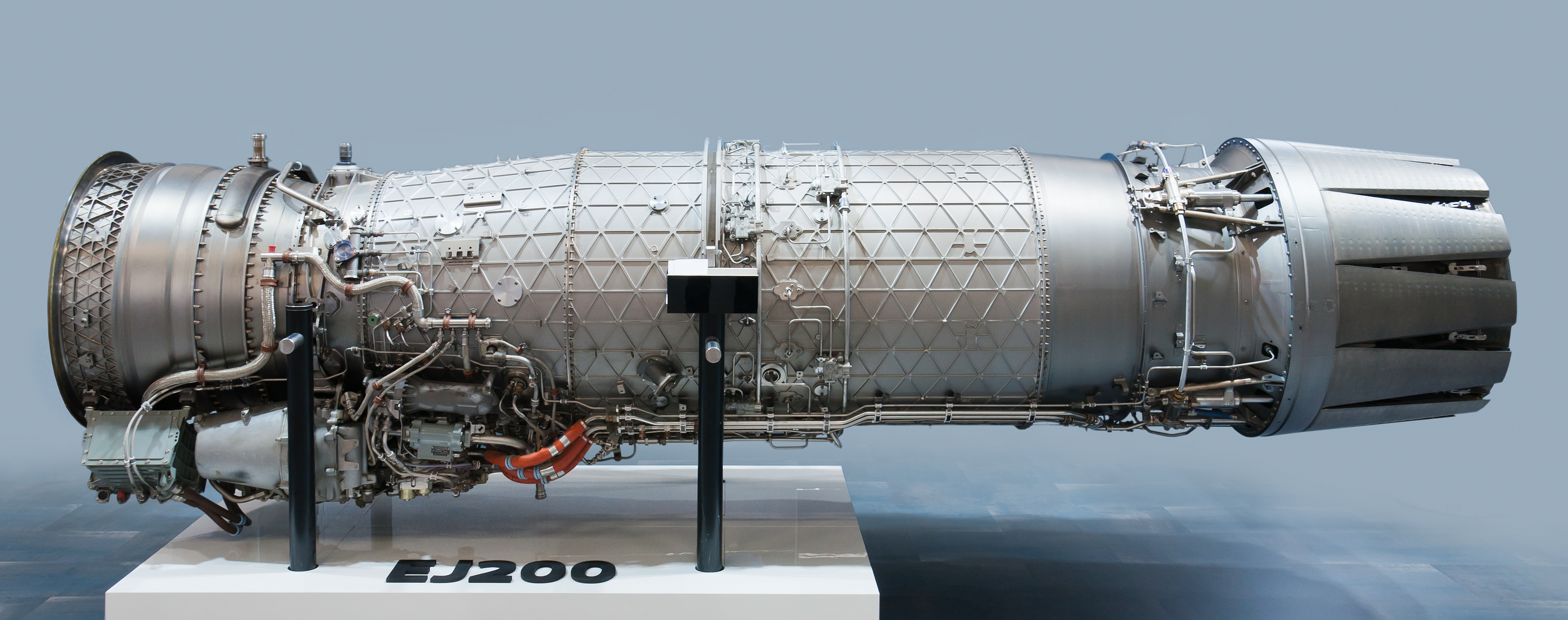
محرك إي جيه 200 المستخدم في المقاتلة يوروفايتر تايفون

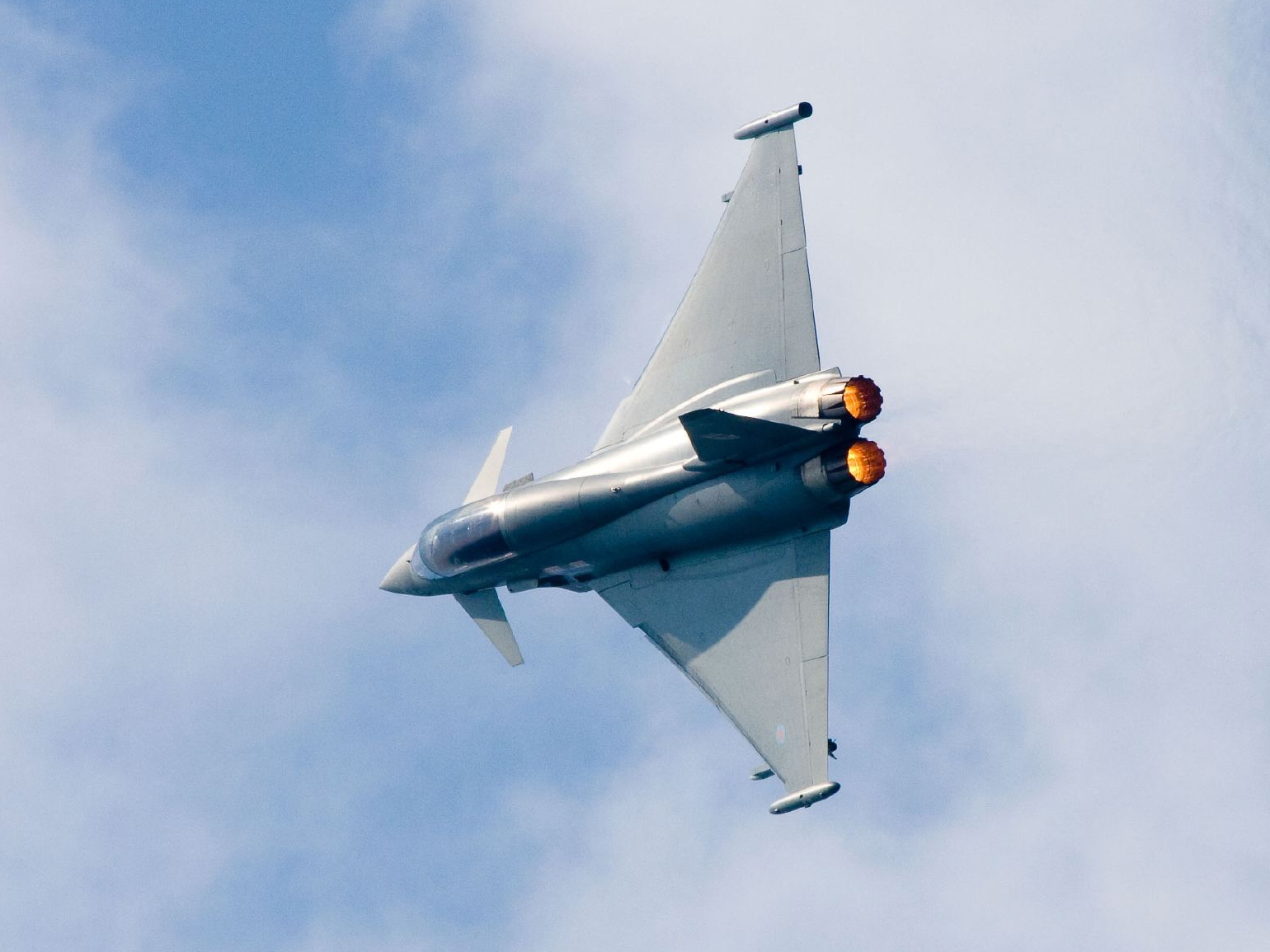
المقاتلة يوروفايتر تايفون تستطيع القيام بالطواف الفائق عند سرعة 1.5 ماخ

الطواف الفائق (بالإنجليزية: Supercruise)‏ ويقصد به إمكانية الطائرة بأن تحلق بسرعات فوق صوتية دون الحاجة لقوة الدفع الإضافية الناتجة من الحراق. والطواف عموماً في الملاحة الجوية أو Cruising بالإنجليزية يقصد به طواف مركبة في الجو، تقنياً هو تغير اتجاه مقدمة «أنف» الطائرة عند سرعة طيران «فوق صوتية» ثابتة وارتفاع ثابت، ويتم ذلك عن طريق تقنية الحارق اللاحق (بالإنجليزية: Afterburner)‏؛ أما إمكانية إحداث ذلك دون الحاجة لاستخدام الحراق اللاحق فهو ما يسمى بالطواف الفائق أو السوبر كروز. وبالتالي فإن محركات الطائرات التي تسمح بإمكانية الطواف الفائق دون الحاجة للحراق اللاحق تستطيع توليد قوة دافعة هائلة قادرة على دفع الطائرة في الهواء بسرعات فوق صوتية اعتمادًا على قوة المحرك فقط وهو ما يوفر من استخدام الوقود وذلك يسمح باستغلال باقي حمولة الطائرة في التسليح أو زيادة الركاب أو البضائع.
| طائرات مدنية بها خاصية الطواف الفائق | الحالة      |
| ------------------------------------ | ----------- |
| كونكورد                              | خارج الخدمة |
| توبوليف تي يو 144                    | خارج الخدمة |

| طائرات حربية بها خاصية الطواف الفائق | الحالة      |
| ------------------------------------ | ----------- |
| يوروفايتر تايفون                     | في الخدمة   |
| داسو رافال                           | في الخدمة   |
| ساب جاس-39 غربين                     | في الخدمة   |
| لوكهيد مارتن إف - 22 رابتور          | في الخدمة   |
| إنجلش إلكتريك لايتنغ                 | خارج الخدمة |
| لوكهيد إس آر-71 بلاك بيرد            | خارج الخدمة |

## طائرات مع قدرة عبور فائقة
في الخدمة
- يوروفايتر تايفون
- داسو رافال
- ساب جاس-39 غربين[2][3]
- لوكهيد مارتن إف - 22 رابتور

سابقا في الخدمة
- إنجلش إلكتريك لايتنغ
- لوكهيد إس آر-71 بلاك بيرد

نموذج / تجريبية فقط
- لوكهيد إيه-12
- واي إف-12
- باك تي إس آر-2
- جنرال ديناميكس إف-16 إكس إل
- نورثروب واي إف-23
- لوكهيد ,واي إف-22

مدني
- كونكورد[4]
- توبوليف تي يو 144

المستقبل
- إف-35 لايتنيغ الثانية[5]
- الطائرة المقاتلة المتوسطة
- سونكستار
- سوخوي / هال إف جي إف إيه
- سوخوي سو-57
- تشنغدو جيه-20
- شنيانغ جيه-31
- ميكويان إل إم إف أس

## اقرأ أيضا
- النقل الأسرع من الصوت الهادئ إس أيه أي
- ايريون AS2